# Antonio Chimenti
Antonio Chimenti (* 30. Juni 1970 in Bari) ist ein ehemaliger italienischer Fußballspieler, der zuletzt bei Juventus Turin spielte. Zuvor stand der Torwart unter anderem bei Udinese Calcio oder AS Rom unter Vertrag. Von Juli 2012 an bis zur Entlassung des Trainerstabes im Dezember gleichen Jahres arbeitete Chimenti unter Chefcoach Ciro Ferrara als Torwarttrainer bei Sampdoria Genua.

## Karriere

### Frühe Jahre
Antonio Chimenti wurde in der Jugendakademie der SS Sambenedettese Calcio ausgebildet und erhielt 1988 im Alter von achtzehn Jahren beim damaligen Mitglied der Serie B seinen ersten Profivertrag. Doch auf sein Pflichtspieldebüt musste Chimenti bis in die Saison 1990/91 warten. Sambenedettese war inzwischen in die viertklassige Serie C2 abgestiegen und der Keeper durfte hier seine ersten fünf Partien absolvieren. Im Sommer 1991 folgte Chimenti Wieder-Aufsteiger Sambenedettese nicht in die Serie C1 und wurde stattdessen an den C2-Klub SEF Tempio ausgeliehen. Dort etablierte er sich als Stammtorhüter und bestritt 35 von 38 Ligaspielen. Zur Spielzeit 1992/93 wurde Chimenti von Sambenedettese erneut verliehen, dieses Mal in die Serie B zum Calcio Monza, wo er jedoch nur die Rolle des Ersatzkeepers einnahm und lediglich vier Ligaspiele absolvierte.
Die Rückkehr zu Sambenedettese im Sommer 1993 war für Chimenti dann nur von kurzer Dauer. Bereits im Oktober wechselte er auf permanenter Basis zu C1-Ligakontrahent Salernitana Calcio. Als Nummer eins war der Torhüter maßgeblich am Aufstieg in die Serie B beteiligt, der in den Play-offs gegen SS Juve Stabia gesichert wurde, und musste in 27 Einsätzen nur 20 Gegentreffer hinnehmen. In den folgenden Spieljahren etablierte sich Chimenti mit seinem Klub in der zweithöchsten italienischen Spielklasse: Salernitana verpasste zweimal hintereinander als Tabellenfünfter nur knapp den Aufstieg in die Serie A und der Keeper kassierte nur 39 beziehungsweise 29 Gegentore. In der Saison 1996/97 allerdings kämpfte der Verein aus Salerno um den Klassenerhalt in der zweiten Liga, den er letztlich als 15. des Schlussklassements mit drei Punkten Vorsprung auf den ersten Abstiegsrang realisierte. In seinen drei Jahren Serie B bei Salernitana bestritt Chimenti 110 von 114 möglichen Ligapartien.

### Wechsel in die Serie A
Seine guten Leistungen führten im Sommer 1997 dazu, dass er ein von Roma-Manager Franco Sensi vorgelegtes Vertragsangebot annahm und für die Ablösesumme von drei Milliarden Lire in die Hauptstadt wechselte. Nach seinen Stationen in den Serien C1, C2 und B war Antonio Chimenti im Alter von 27 Jahren in der höchsten Spielklasse seines Heimatlandes angekommen.
Dort war er zunächst aber nur als Torwart Nummer zwei hinter dem Österreicher Michael Konsel eingeplant. Erste Pflichtspielpraxis erhielt Chimenti Anfang September beim 5:3-Sieg im Zweitrundenhinspiel der Coppa Italia über Hellas Verona. Am dritten Liga-Spieltag beim 3:1-Heimsieg über die US Lecce wurde Konsel in der 38. Minute nach einer Notbremse des Feldes verwiesen, und so kam der für Feldspieler Vágner eingewechselte Chimenti zu seinem Serie-A-Debüt. Gleich mit seiner ersten Aktion parierte er den fälligen Foulelfmeter von Riccardo Maspero und war so entscheidend mitbeteiligt am Sieg der Römer. Wegen Konsels anschließender Sperre absolvierte Chimenti eine Woche darauf beim FC Bologna (0:0) seine erste Partie über die kompletten neunzig Minuten, bevor er wieder ins zweite Glied rückte. Am 25. Spieltag gegen AS Bari (2:1) flog Konsel erneut kurz vor der Halbzeit vom Platz, wiederum wurde er für ein Spiel gesperrt und durch Chimenti ersetzt. Es folgte am 28. Spieltag ein weiterer zehnminütiger Einsatz des Italieners wegen einer Verletzung Konsels kurz vor Spielende, bevor Chimenti in den letzten drei Ligapartien von Coach Zdeněk Zeman noch drei Bewährungschancen über die volle Spielzeit erhielt. In seiner ersten Saison bei der Roma hielt er in fünf seiner neun Einsätze sein Tor sauber.
In der Sommervorbereitung 1998 wendete Chimenti das Torhüterduell mit Konsel zu seinen Gunsten und ging als Nummer eins in die neue Saison. Da sich die Roma als Vorjahresvierter für den UEFA-Cup qualifiziert hatte, gab der Italiener zudem am 15. September im Erstrundenhinspiel bei Silkeborg IF (2:0) sein Europapokaldebüt und bestritt auch alle sieben weiteren Partien der Römer in diesem Wettbewerb, fünf davon ohne Gegentreffer, bis im Viertelfinale gegen Atlético Madrid das Ausscheiden erfolgte. In der Serie A stand Chimenti bis zur Winterpause immer auf dem Feld; in der Rückrunde verpasste er einige Spiele, und ab der 26. Runde musste er hinter Konsel endgültig wieder auf die Ersatzbank rücken. Nur einmal kam er danach noch für die Hauptstädter zum Einsatz, als sich sein Konkurrent während des 30. Spieltags eine Verletzung zuzog und ausgetauscht werden musste. Im Sommer verpflichtete der Klub mit Francesco Antonioli einen neuen Stammtorwart, Chimentis Dienste waren nicht mehr gefragt.

### Drei Spielzeiten in Lecce
Daraufhin wechselte der Keeper zu Serie-A-Aufsteiger US Lecce, wo er sich sofort als unumstrittene Nummer eins im Tor etablierte. Auch dank Chimentis Leistungen, der neunmal zu Null spielte und lediglich eine Ligapartie aufgrund einer Roten Karte verpasste, schaffte Lecce 1999/2000 als 13. des Schlussklassements vorzeitig den Klassenerhalt. In der folgenden Saison musste der Klub bis zum letzten Spieltag bangen, ehe mit einem 2:1-Sieg über Lazio Rom der Abstieg dank des besseren Torverhältnisses gegenüber den punktgleichen Hellas Verona und Reggina Calcio auf dem ersten Abstiegsplatz erneut abgewendet wurde. Chimenti stand dabei in allen Ligaspielen über die volle Distanz auf dem Feld. Mit seinen guten Leistungen leistete er einen wesentlichen Beitrag zum erneuten Klassenverbleib.
In der folgenden Saison 2001/02 gelang es Chimenti und Lecce nicht, den Abstieg in die Serie B, der bereits frühzeitig feststand, zu verhindern. Ganze zwölf Punkte fehlten Lecce schließlich zum rettenden Ufer. Der Schlussmann verschuldete zwar mit einem späten Eigentor am sechsten Spieltag die 2:3-Niederlage gegen die AC Perugia, war aber weiterhin unumstrittene Nummer eins der Süditaliener. Erst in den letzten drei Partien, als der Abstieg bereits feststand, durfte an seiner Stelle noch sein jüngerer Teamkollege Giorgio Frezzolini Spielpraxis sammeln.

### Ersatzkeeper bei Juventus
Chimenti verlängerte seinen auslaufenden Vertrag bei Lecce im Sommer 2002 nicht und wurde stattdessen vom Topklub Juventus Turin verpflichtet. Dort sollte der inzwischen 32-jährige hinter Gianluigi Buffon den Platz als Ersatztorhüter einnehmen, welcher durch das Karriereende von Michelangelo Rampulla vakant geworden war. Im November bestritt Chimenti sein erstes Pflichtspiel für Juve, was zugleich sein Debüt in der UEFA Champions League darstellte; da der Verein bereits vorzeitig als Gruppensieger feststand, gewährte Trainer Marcello Lippi der Nummer zwei beim 2:1-Sieg bei Dynamo Kiew Spielpraxis. In der Coppa Italia stand der Keeper in allen vier Spielen auf dem Feld, das Aus erfolgte im Viertelfinale gegen den AC Perugia. Weitere Einsätze absolvierte Chimenti dann im Februar bei Manchester United (1:2/Champions League) und Calcio Como in der Serie A (3:1), wo Buffon jeweils verletzt ausfiel. Als sich Juventus am 32. Liga-Spieltag durch ein 2:2 gegen den AC Perugia vorzeitig den Meistertitel sicherte, wurde Chimenti zehn Minuten vor Schluss noch eingewechselt, eine Woche darauf musste er Buffon ab der 47. Minute bei Reggina Calcio (1:2) vertreten. Zum Abschluss der Meisterschaft spielte Chimenti dann beim 4:3 gegen Chievo Verona durch. Die Niederlage nach Elfmeterschießen im Champions-League-Finale Ende Mai gegen den AC Mailand erlebte er dann wieder von der Bank aus.
Ganz ähnlich verlief für den Schlussmann die folgende Saison. Im nationalen Pokalwettbewerb stand Chimenti immer auf dem Feld und erreichte mit dem Team das Finale, welches allerdings gegen Lazio Rom verloren ging (0:2, 2:2). In der Champions League rückte er an den letzten beiden Gruppenspieltagen bei Galatasaray Istanbul (0:2) und gegen Olympiakos Piräus (7:0) für Buffon ins Tor, nachdem der Achtelfinaleinzug von Juventus bereits vorzeitig gesichert worden war, und in der Serie A bestritt Chimenti nur die beiden letzten Partien, die kaum mehr einen sportlichen Wert besaßen, weil Turins dritter Rang in der Abschlusstabelle schon feststand. Auch im Spieljahr 2004/05 fiel Gianluigi Buffon nie aus; dadurch beschränkten sich für Chimenti die Einsätze auf ein Champions-League-Match (1:1 bei Maccabi Tel Aviv, Juve stand schon im Vorfeld als Gruppensieger fest) und zwei Serie-A-Partien am 37. (eine Halbzeit lang) und 38. Spieltag. Juventus hatte sich da den Meistertitel in der ersten Saison mit 20 Erstliga-Mannschaften schon gesichert, der dem Verein freilich zwei Jahre später aufgrund des Manipulationsskandals wieder aberkannt werden sollte. Darüber hinaus durfte Chimenti wieder in der Coppa Italia auflaufen, doch bereits im Achtelfinale schied man in diesem Wettbewerb gegen Atalanta Bergamo aus.
Im Sommer 2005 schien dann plötzlich Chimentis Chance auf dauerhaftere Einsätze gekommen, als sich Buffon in der Saisonvorbereitung eine schwere Verletzung zuzog, die ihn bis ins neue Jahr hinein außer Gefecht setzte. Doch anstatt der bisherigen Nummer zwei nun längerfristig zu vertrauen, verpflichtete Juventus mit Christian Abbiati vom AC Mailand leihweise einen neuen Torhüter, hinter dem Chimenti wieder nur Ersatz war. Lediglich als sich Abbiati Ende Oktober beim 3:0-Sieg bei US Lecce verletzte, durfte ihn Chimenti in dieser und den folgenden zwei Partien vertreten. Das Pokalspiel Anfang Dezember beim AC Florenz (2:2) war schließlich der vorerst letzte Auftritt des Torhüters im Juve-Trikot.

### Zeit in Cagliari und Udine
Durch die bevorstehende Rückkehr Buffons zeichnete sich ab, dass Chimenti in der Rückrunde 2006 in Turin nur noch dritte Wahl gewesen wäre. Daher entschloss sich der inzwischen 35-Jährige im Januar zu einem ligainternen, trotz noch laufenden Vertrages ablösefreien Wechsel zum sardinischen Verein Cagliari Calcio. Gleich nach seiner Ankunft löste er dort am 18. Spieltag Andrea Campagnolo zwischen den Pfosten ab und bestritt alle weiteren Ligapartien bis zum Saisonende. Cagliari wurde schließlich Tabellen-Vierzehnter.
Auch in die Saison 2006/07 ging Antonio Chimenti als Schlussmann Nummer eins der Sarden. Mit ihm im Tor blieb Cagliari von der 3. bis zur 12. Serie-A-Runde ungeschlagen, doch während dieser Lauf Ende November gegen den FC Empoli (0:1) zu Ende ging, verletzte sich Chimenti schon früh im Spiel und musste durch seinen im Sommer neu verpflichteten Stellvertreter Marco Fortin ersetzt werden. Erst am 7. April bei US Palermo (3:1) war er wieder fit und konnte ins Tor zurückkehren. Cagliari sicherte sich am Ende ganz knapp mit lediglich einem Zähler Vorsprung vor Chievo Verona den Klassenerhalt. Obwohl Chimenti in seinen 22 Ligaeinsätzen immerhin sieben Mal gegentorlos geblieben war und in der Torwart-Hierarchie des Vereins an der Spitze stand, wurde sein Vertrag im Sommer 2007 nicht verlängert.
Nach einigen Wochen der Arbeitslosigkeit unterzeichnete der Italiener dann am 29. Juni einen Vertrag bei Udinese Calcio, wo er sich in der Vorbereitung gegen den jungen Slowenen Samir Handanovič durchsetzte und als Stammtorwart in die Saison 2007/08 ging. Doch schon nach dem zweiten Spieltag der Serie A, einem 0:5 daheim gegen den SSC Neapel, nahm Trainer Pasquale Marino Chimenti aus dem Kasten und ersetzte ihn fortan durch Handanovič. Als Keeper Nummer zwei durfte Chimenti immerhin in der Coppa Italia auf dem Feld stehen, wo im Viertelfinale gegen Catania Calcio (3:2, 1:2) Endstation war. Ende Februar kam er in Vertretung von Handanovič noch zu einem weiteren Serie-A-Match beim FC Parma (0:2), doch dies war zugleich sein letzter Auftritt im Udinese-Dress.

### Karriereende in Turin
Am 19. Juli 2008 nämlich wechselte Chimenti auf Leihbasis im Tausch mit Emanuele Belardi zu Juventus Turin, um zum zweiten Mal in seiner Laufbahn als Back-Up für Gianluigi Buffon zu fungieren. Bereits wenige Wochen danach verpflichtete Juve jedoch mit dem Österreicher Alexander Manninger einen weiteren Keeper, sodass Chimenti nun ins dritte Glied zurückrücken musste. Deshalb absolvierte er in der Saison 2008/09 kein einziges Pflichtspiel für die Turiner, wurde aber dennoch im Januar 2009 fest verpflichtet, nachdem Buffon fast über die gesamte Hinrunde hinweg verletzungsbedingt ausgefallen war.
Auch 2009/10 war Buffon von Verletzungen geplagt, und als sich Mitte März 2010 auch noch Manninger nicht spielbereit meldete, kam Chimenti in der Serie A gegen die AC Siena (3:3) und bei Sampdoria Genua (0:1) sowie in der UEFA Europa League beim FC Fulham (1:4) zu seinen ersten Pflichtspielen seit knapp zwei Jahren. Nach der Partie in Genua brach er sich selbst in der Kabine im Ärger über das Gegentor mit einem Schlag gegen einen Tisch die Hand. Der Siegtorschütze Antonio Cassano hatte den Torhüter zuvor mit einem Schuss aus rund 40 Metern bezwungen.
Im Sommer 2010 beendete Antonio Chimenti dann im Alter von 40 Jahren seine aktive Laufbahn. Er hatte in 22 Profijahren insgesamt 370 Einsätze in den vier höchsten Spielklassen Italiens absolviert.

### Torwarttrainer
Im Juli 2012 nahm Chimenti als Teil des Trainerstabes von Ciro Ferrara eine Stelle als Torwartcoach bei Serie-A-Aufsteiger Sampdoria Genua an. Dort hatte er die Keeper Angelo Da Costa, Sergio Romero und Tommaso Berni unter seinen Fittichen. Doch bereits im Dezember wurde Ferrara und mit ihm der gesamte Trainerstab nach sieben Liga-Niederlagen in Folge entlassen und durch Delio Rossi ersetzt.

## Trivia
Chimenti hat zwei Töchter. Sein Spitzname lautet Zucchina. Chimentis Vater Francesco und sein Onkel Vito waren ebenfalls professionelle Fußballspieler.

## Erfolge
- Italienischer Meister: 2002/03, 2004/05*
- Italienischer Supercupsieger: 2002, 2003

* aberkannt im Rahmen des italienischen Fußball-Skandals 2005/2006

## Einsatzstatistik
| Saison  | Verein             | Liga     | Ligaspiele | Coppa Italia | Supercoppa Italiana | UEFA-Pokal | UEFA Champions League | Gesamt |
| ------- | ------------------ | -------- | ---------- | ------------ | ------------------- | ---------- | --------------------- | ------ |
| 1988/89 | Sambenedettese     | Serie B  | 00 0       | 00 0         | –                   | –          | –                     | 00 0   |
| 1989/90 | Sambenedettese     | Serie C1 | 00 0       | 00 0         | –                   | –          | –                     | 00 0   |
| 1990/91 | Sambenedettese     | Serie C2 | 00 5       | 00 0         | –                   | –          | –                     | 00 5   |
| 1991/92 | SEF Tempio         | Serie C2 | 0 35       | 00 0         | –                   | –          | –                     | 0 35   |
| 1992/93 | Calcio Monza       | Serie B  | 00 4       | 00 0         | –                   | –          | –                     | 00 4   |
| 1993/94 | Sambenedettese     | Serie C1 | 00 0       | 00 0         | –                   | –          | –                     | 00 0   |
| 1993/94 | Salernitana Calcio | Serie C1 | 0 27       | 00 0         | –                   | –          | –                     | 0 27   |
| 1994/95 | Salernitana Calcio | Serie B  | 0 37       | 00 0         | –                   | –          | –                     | 0 37   |
| 1995/96 | Salernitana Calcio | Serie B  | 0 36       | 00 0         | –                   | –          | –                     | 0 36   |
| 1996/97 | Salernitana Calcio | Serie B  | 0 37       | 00 0         | –                   | –          | –                     | 0 37   |
| 1997/98 | AS Rom             | Serie A  | 00 8       | 00 1         | –                   | –          | –                     | 00 9   |
| 1998/99 | AS Rom             | Serie A  | 0 24       | 00 4         | –                   | 00 8       | –                     | 0 36   |
| 1999/00 | US Lecce           | Serie A  | 0 33       | 00 4         | –                   | –          | –                     | 0 37   |
| 2000/01 | US Lecce           | Serie A  | 0 34       | 00 2         | –                   | –          | –                     | 0 36   |
| 2001/02 | US Lecce           | Serie A  | 0 31       | 00 0         | –                   | –          | –                     | 0 31   |
| 2002/03 | Juventus Turin     | Serie A  | 00 4       | 00 4         | 00 0                | –          | 00 2                  | 0 10   |
| 2003/04 | Juventus Turin     | Serie A  | 00 2       | 00 8         | 00 0                | –          | 00 2                  | 0 12   |
| 2004/05 | Juventus Turin     | Serie A  | 00 2       | 00 2         | –                   | –          | 00 1                  | 00 5   |
| 2005/06 | Juventus Turin     | Serie A  | 00 3       | 00 1         | 00 1                | –          | 00 0                  | 00 5   |
| 2005/06 | Cagliari Calcio    | Serie A  | 0 21       | 00 0         | –                   | –          | –                     | 0 21   |
| 2006/07 | Cagliari Calcio    | Serie A  | 0 22       | 00 2         | –                   | –          | –                     | 0 24   |
| 2007/08 | Udinese Calcio     | Serie A  | 00 3       | 00 4         | –                   | –          | –                     | 00 7   |
| 2008/09 | Juventus Turin     | Serie A  | 00 0       | 00 0         | –                   | –          | 00 0                  | 00 0   |
| 2009/10 | Juventus Turin     | Serie A  | 00 2       | 00 0         | –                   | 00 1       | 00 0                  | 00 3   |
| Gesamt  | Gesamt             | Gesamt   | 370        | 0 32         | 00 1                | 00 9       | 00 5                  | 417    |